# 王寿 (元朝)
王寿（1251年—1310年），字国宾，号仁卿，雄州新城县（今河北高碑店市东南旧新城）人，元朝官员。

## 生平
王寿因通晓蒙古文字得为中书省掾吏，又以朝臣举荐侍奉太子真金。元世祖至元十九年（1282年），授兵部员外郎。元成宗元贞二年（1296年），出为燕南河北道廉访副使。官至御史台侍御史。上疏陈指时弊，论事切直，奏请选贤廉，抑豪族。大德九年（1305年），为参议中书省事。次年，改任吏部尚书等职。大德十一年（1307年），元武宗即位，任御史中丞。一度改任中书省右丞。至大三年（1310年），迁太子宾客、集贤大学士，在任上去世。追赠蓟国公，谥文正。

## 延伸阅读
[在维基数据编辑]
 《元史·卷176》，出自宋濂《元史》